# 疯狂的石头
《疯狂的石头》（英語：Crazy Stone），原名《贼中贼》，是一部2006年上映的黑色幽默风格的中国大陸犯罪喜剧片，本片是香港艺人刘德华投资的“亚洲新星导”计划中唯一一部中國大陸电影作品。由新锐导演宁浩执导，郭涛、刘桦、黄渤和连晋等主演。
全片投资額三百万，主要拍摄于重庆罗汉寺中，对白充满方言特色，以四川话为主，另有青岛话（黑皮）、唐山话（道哥），北京话（非普通话）（小军），此外还有如粤语（頂你個肺）等其他方言零星地出现。2006年6月底在中国上海电影节首映，此后一周内便创造了600万人民币的票房收入，最终票房2500多万，颇受广大观众的好评和影迷的喜爱，是一部中国大陸少见的投资小收益大的佳作，也因此成为宁浩、郭涛、黄渤、刘桦等人的成名作。不过由于语言文化的差异，香港首周只取得13万港币票房。

## 剧情
在重庆的一所濒临倒闭的工艺品厂里，厂工翻修男厕时意外寻获一块罕见的翡翠原石，起名“华夏之魂”；其成色超越故宫展示的宝石。厂长谢千里决定为翡翠开办一次大型展览，以求卖个高价钱来解决工厂的经济困境。但房地产开发商冯海紧盯着工厂土地来盖酒店式公寓，委派助理秦丰收前去协调不成后，雇用来自香港的国际大盗麦克去将翡翠偷到手。但麦克刚抵达重庆就在机场门口被以道哥为首的三个窃贼以简单骗术偷走自己的手提箱，于是借用秦丰收的宝马车重新买装备。而道哥一伙打开箱子发现麦克的偷盗装备和翡翠资料，决定抢在麦克之前偷到翡翠。
谢千里选在罗汉寺开办展览，负责安保的保卫科长包世宏陪搭档三宝在寺庙对街招待所租房以便轻松监视。殊不知，道哥和两个手下小军和黑皮同样为了方便，入住了包世宏他们正隔壁的房间。展览开幕首日，道哥和麦克双方在参观过程中各自踩点，发现安保程度薄弱后都计划在隔天晚上下手。行动夜里，道哥通报假火警引开展厅保安后，却跟在外面弄电箱的麦克撞个正着，由于麦克穿一身黑衣，道哥将他误认成自己人，使麦克直接仓惶逃离。黑皮和小軍刚溜进去就不慎触动警报而分头逃跑，道哥拔掉电源使寺庙停电，黑皮和小軍爬进一条通向寺庙外的下水道脱困。
谢千里之子谢小盟买下一颗与翡翠极为相似的赝品，假借攝影宣传名义让包世宏打开翡翠柜，趁他不注意时伸手进去将翡翠調包“以假乱真”，随即将翡翠送给他沾上的女孩菁菁做礼物。身为菁菁男朋友的道哥将谢小盟暴打一顿并绑回去，菁菁为此和道哥分手。不知手上是真翡翠的黑皮也联想到靠掉包计，但三人隔天行动时却受麦克干涉而再次失败。包世宏和三宝当时碰巧被锁在房间阳台，三宝靠爬进道哥房间绕路出去找前台帮忙，顺手拿走房间里的一罐可乐解渴，开瓶时发现竟然中了五万元大奖。三宝欣喜若狂地跑到北京兑奖，但后来证实是道哥一伙企图向公众骗钱而伪造的骗局。
包世宏发现翡翠被人动过，加上找到三宝“去领钱”所留的字条，即认为是他掉包翡翠拿去卖。仍不死心的道哥让小军躲在寺庙垃圾箱直到晚上，等黑皮爬下水道进去会合，但两边井盖都被防贼的石棺像以及麦克停街上的宝马车压住，导致黑皮受困出不去。麦克靠挂绳索来到柜子上方，却因绳子不够长而错失机会，小军因此捷足先登调换翡翠，逃走时故意按响警铃，麦克只好靠爬通风管道撤退，但紧身衣却被钩住而同样受困。而三宝刚空手回到住处，包世宏开始追打他质问翡翠下落，直到检查监视录像才发现是谢小盟掉的包。道哥原本兴高采烈地联络冯海来交易，但被冯海的鉴定师发现他们持有的是赝品，空手回去后问出是谢小盟事先掉包后，恼羞成怒之下决定靠掳人勒赎。由于谢千里认为这又是儿子设下的骗局而置之不理，小盟只得改打给包世宏求救，道哥约在半夜时和他在寺庙门口交换。
包世宏夜里在庙街口拿装石灰的背包等待，骑摩托的道哥用铁撬勾走背包，然而前方一辆车突然开车门使他发生车祸，一头撞在麦克停在街边的宝马车后轮上当场死亡。与此同时，三宝得知标注假奖的可乐是来自小军而冲进去殴打他，由此找到谢小盟后马上联络包世宏。谢小盟和小军被送至派出所，包世宏在房间里找到赝品翡翠，误以为是真品而放回展厅，自己将展厅里的真翡翠留作纪念。然而，冯海用优厚条件诱惑谢千里携手合作，使其在利欲熏心之下转让工艺品厂。包世宏发现这违背他们奋斗的初衷，在展览闭幕仪式上砸场，当众咆哮谢千里见利忘义，最后与三宝辞职走人。假翡翠最后被冯海花高价买下，但由于相比之下多花几百万元，没办成事的秦丰收被冯海解雇。受困上方通风道的麦克奋力挣脱出去，偷听到翡翠被别人收购后决心继续完成任务。
秦丰收威胁要将冯海的商业犯罪证据交给警察，但被冯海抢先用弩杀害灭口。麦克蒙面潜入冯海办公室找翡翠时与他发生冲突，靠扔美工刀割开冯海的脖子动脉使他毙命，完成任务的他立即联系客户，然而电话卻直接拨打到他身在的办公室，因此发现自己错杀客戶而功亏一篑。同一时间，包世宏来到公司赔偿之前撞坏的秦丰收宝马车灯，与悄悄离开的麦克碰巧撞个正着，误打误撞之下变成智擒大盗的英雄。包世宏受表彰前治好困扰已久的前列腺炎，他保留的真翡翠最后送给妻子当挂饰。随着庙口的宝马车被警方拖走，受困下水道数日的黑皮得以逃出，流落街头的他仅能砸窗偷面包解饿，最后被店主骑摩托追逐，咬着面包狼狈狂奔。

## 演员
| 演員   | 角色       | 附註                                                                 |
| 郭涛   | 包世宏     | 工艺品厂保卫科长，从警校毕业，嫉恶如仇，容易顾全大局，前列腺有问题。 |
| 刘桦   | 道哥       | 窃贼三人组的大哥，带领两个小弟黑皮和小军，以各种偷拐抢骗的方式为生。 |
| 连晋   | 麦克       | 来自香港的国际珠宝大盗，自称“信誉高手”，受冯海雇用前来偷盗翡翠。     |
| 黄渤   | 黑皮       | 窃贼，道哥的手下，性格比较莽撞，随身带着一把打劫用的榔头。           |
| 岳小军 | 小军       | 窃贼，道哥的手下，身体患有便秘；演员身为本片编剧之一。               |
| 刘刚   | 三宝       | 包世宏的搭档，脾气易怒，爱买彩票，整日梦想能一夜暴富。               |
| 陈正华 | 谢千里     | 工艺品厂的厂长，翡翠展览的创办人，希望高价卖翡翠救厂。               |
| 彭波   | 谢小盟     | 谢千里之子，周旋于美色之中的攝影師，成天向父亲骗钱到处泡妞。         |
| 徐峥   | 冯海       | 房地产企业的董事长，一直想方设法得到工厂土地来盖公寓。               |
| 王迅   | 秦丰收     | 冯董助理，戴眼镜的马屁精，每次没办妥事情就会被冯董骂够呛。           |
| 侯姝   | 菁菁       | 道哥的女友，非常物质，也作为谢小盟的追求目标。                       |
| 罗兰   | 包世宏妻   | 公共汽车售票员。                                                     |
| 宁浩   | 前列腺医生 | 导演客串，片头给包世宏看病。                                         |

## 电影细节
- 影片导演宁浩在片头客串给包世宏看病的前列腺医生。
- 影片中各处可见宁浩电影作品“中西合璧”的特色，例如包世宏与道哥两方人入住的招待所名为“夜巴黎”（作为宁浩多部电影中的标志）、罗汉寺中摆饰的自由女神像和后来用作压井盖的古埃及石棺、冯董准备在搭建的公寓楼顶上加盖的亭子、包括电影配乐中以中国民乐形式演奏的著名交响乐《天鹅湖》。
- 影片中骂“流氓”的阿姨出现过两次，第一次是在片头时谢小盟泡妞的电车上，之后是包世宏和三宝绕到隔壁房间时；她当时在楼下陪人打麻将，而她的两名牌友则是包世宏去的码头、正在推铁链运动的两人。
- 影片中植入香港著名服裝品牌班尼路，而身为监制的刘德华曾经为班尼路担任过模特儿。而影片中各处听见的音乐，同样是刘德华在1994年所唱的《忘情水》。
- 影片开场是谢小盟坐缆车试图泡妞，对方刚好是道哥的女友菁菁；当他被菁菁踩一脚时，手上的可乐罐掉下缆车，砸中包世宏和三宝的厢车玻璃上，从而引发一系列连锁反应。
- 影片中有三个段落是在同一个时间点进行，却是采取多个不同的视角来分別叙述。第一个为片头的车祸连环效应，视角为道哥一伙、秦丰收、以及包世宏和三宝。第二个为大鬧罗汉寺，视角为包世宏一伙以及道哥一伙。最后一个为道哥搶翡翠却不慎撞车身亡段落，视角为道哥和包世宏、以及在车上泡妞的西装男。
- 包世宏在翡翠展柜底下安装的防贼感应器，其实是从寺庙厕所里拿来的冲水用的红外线感应器。
- 黑皮帮道哥买罗汉寺参观门票时，他用手势对售票员说要三张，而该手势其实是小偷专用的手势。
- 麦克重新购买盗窃装备时买下一根十米长的吊绳，但店主其实趁他不注意时，用剪刀截下过一小节绳子，最后导致麦克第二次偷盗时因为绳子变短而够不到翡翠，还痛骂店主「奸商」。而当他后来爬通风管道逃走的时候，也因为紧身衣被勾住而被困在里面多达数日，这源于他买这件衣服时，店主曾告诉他衣服的弹性“扯都扯不烂”。
- 小军上厕所时哼的歌曲是刀郎所唱的《2002年的第一场雪》，但歌词被他改成“2002年的第一泡屎，比以往时候来得更晚一些”。
- 道哥一伙第一次大闹罗汉寺时，穿的鞋是他们顺手牵羊而从包世宏和三宝的房间门口拿的鞋；这足以造成包世宏和三宝后来调查下水道时，只找到“他们两个的脚印”。
- 小军在道哥生气时发誓自己没有偷过他的任何东西；但背地里，他其实早就和道哥的女友菁菁有过一腿。
- 包世宏找两个保安下属盘问三宝的下落时，两个保安将话题转移到AC米兰对国米的意大利足球赛，并提及中国男足代表队前主教练施拉普纳和乌克兰前锋舍甫琴科。
- 黑皮在影片结尾偷面包被店主追逐的狼狈画面，是在讽刺黑皮先前说过的抢劫方法：“直接拿榔头给他咕隆一下，砸烂後拿了就跑，谁能反应过来？”
- 包世宏在布置展厅防盗设备时聊到报纸写的“光天化日歹徒行凶，人民警察英勇负伤”的新闻时说道：“对待这种坏人就不要讲啥子文明执法，平时包包里头装包白灰，遇到时啪的往脸上一糊，还能让他剁着？”。之后包世宏在准备罗汉寺街口路灯下按道哥指示交翡翠时提前在包中装了一包白灰，即便当时并没有用上。但最终在电梯间偶遇麦克时，装白灰的包却保护了他，让他获得勇擒国际大盗的荣誉称号。

## 獎項及提名
| 獎項                   | 類別             | 名字               | 結果 |
| ---------------------- | ---------------- | ------------------ | ---- |
| 第7届华语电影传媒大奖  | 最佳电影         | 《疯狂的石头》     | 獲獎 |
| 第7届华语电影传媒大奖  | 最佳导演         | 宁浩               | 獲獎 |
| 第7届华语电影传媒大奖  | 最佳编剧         | 张承、岳小军、宁浩 | 獲獎 |
| 第7届华语电影传媒大奖  | 最佳男配角       | 黄渤               | 獲獎 |
| 第43届金马奖           | 最佳剧情片       | 《疯狂的石头》     | 提名 |
| 第43届金马奖           | 最佳导演         | 宁浩               | 提名 |
| 第43届金马奖           | 最佳原著剧本奖   | 宁浩               | 獲獎 |
| 第43届金马奖           | 最佳剪辑         | 杜媛               | 提名 |
| 第43届金马奖           | 观众票选最佳影片 | 《疯狂的石头》     | 提名 |
| 第26届香港电影金像奖   | 最佳亚洲电影     | 《疯狂的石头》     | 提名 |
| 第12届中国电影华表奖   | 优秀数字电影奖   | 《疯狂的石头》     | 獲獎 |
| 第12届中国电影华表奖   | 优秀电影技术奖   | 《疯狂的石头》     | 獲獎 |
| 第12届中国电影华表奖   | 优秀新人导演奖   | 宁浩               | 獲獎 |
| 第14届北京大学生电影节 | 最佳导演         | 宁浩               | 獲獎 |
| 第29届大众电影百花奖   | 最佳故事片       | 《疯狂的石头》     | 提名 |
| 第29届大众电影百花奖   | 最佳导演         | 宁浩               | 提名 |
| 第29届大众电影百花奖   | 最佳男主角       | 郭涛               | 提名 |
| 第29届大众电影百花奖   | 最佳男配角       | 徐峥               | 提名 |
| 第29届大众电影百花奖   | 最佳女配角       | 侯姝               | 提名 |
| 第29届大众电影百花奖   | 最佳新人         | 黄渤               | 提名 |
| 2007年亞洲電影大獎     | 最佳編劇         | 张承、岳小军、宁浩 | 提名 |

## 反響

### 評價
在豆瓣电影上，获得评分8.5/10分。在IMDB上，根据3,230条评论獲得了7.6/10分。

### 票房
中国大陆首周末票房近200万。到第二周总票房已超过600万，比第一周增长了100%。7月底在中国内地票房突破1600万元。最终成绩2536.4万，其中当年票房为2289万，位列2006年中国票房第22位，国产片第11位。